# Sautel
Sautel är en kommun i departementet Ariège i regionen Occitanien i södra Frankrike. Kommunen ligger  i kantonen Lavelanet som ligger i arrondissementet Foix. År 2022 hade Sautel 127 invånare.

## Befolkningsutveckling
Antalet invånare i kommunen Sautel
Referens: INSEE